# Áttila de Carvalho
Áttila de Carvalho (* 16. Dezember 1910 in Rio de Janeiro; † unbekannt) war ein brasilianischer Fußballspieler.

## Laufbahn
Áttila spielte in seiner Karriere hauptsächlich für den Botafogo FR aus Rio de Janeiro.
Als Mitglied der Nationalmannschaft Brasiliens nahm er an der Fußball-Weltmeisterschaft 1934 teil. Er kam hier aber zu keinem Einsatz. Auf der Länderspielreise danach kam er zwar zu Einsätzen, aber zu keinem in einem offiziellen Länderspiel. Die nachstehenden Einsätze in der Nationalmannschaft sind nachgewiesen.
Inoffizielle Länderspiele
- 13. September 1934 gegen EC Vitória, Ergebnis: 2:1[2]
- 16. September 1934 gegen EC Bahia, Ergebnis: 8:1 (2 Tore)
- 20. September 1934 gegen eine Auswahlmannschaft von Bahia, Ergebnis: 2:1 (1 Tor)
- 27. September 1934 gegen Sport Recife, Ergebnis: 5:4
- 4. Oktober 1934 gegen Náutico Capibaribe, Ergebnis: 8:3
- 7. Oktober 1934 gegen eine Auswahlmannschaft von Pernambuco, Ergebnis: 5:3 (1 Tor)
- 10. Oktober 1934 gegen Santa Cruz FC, Ergebnis: 2:3
- 13. Oktober 1934 gegen EC Bahia, Ergebnis: 5:1 (2 Tore)

## Erfolge
America FC
- Campeonato Carioca: 1931

Botafogo
- Campeonato Paulista: 1933, 1934